# Cileungsi Kidul
Cileungsi Kidul is een bestuurslaag in het regentschap Bogor van de provincie West-Java, Indonesië. Cileungsi Kidul telt 36.759 inwoners (volkstelling 2010).